# Callimation venustum
Callimation venustum là một loài bọ cánh cứng trong họ Cerambycidae.